# Chickamunimangala, Chintamani
Chickamunimangala là một làng thuộc tehsil Chintamani, huyện Kolar, bang Karnataka, Ấn Độ.